# Чотири небесні королі

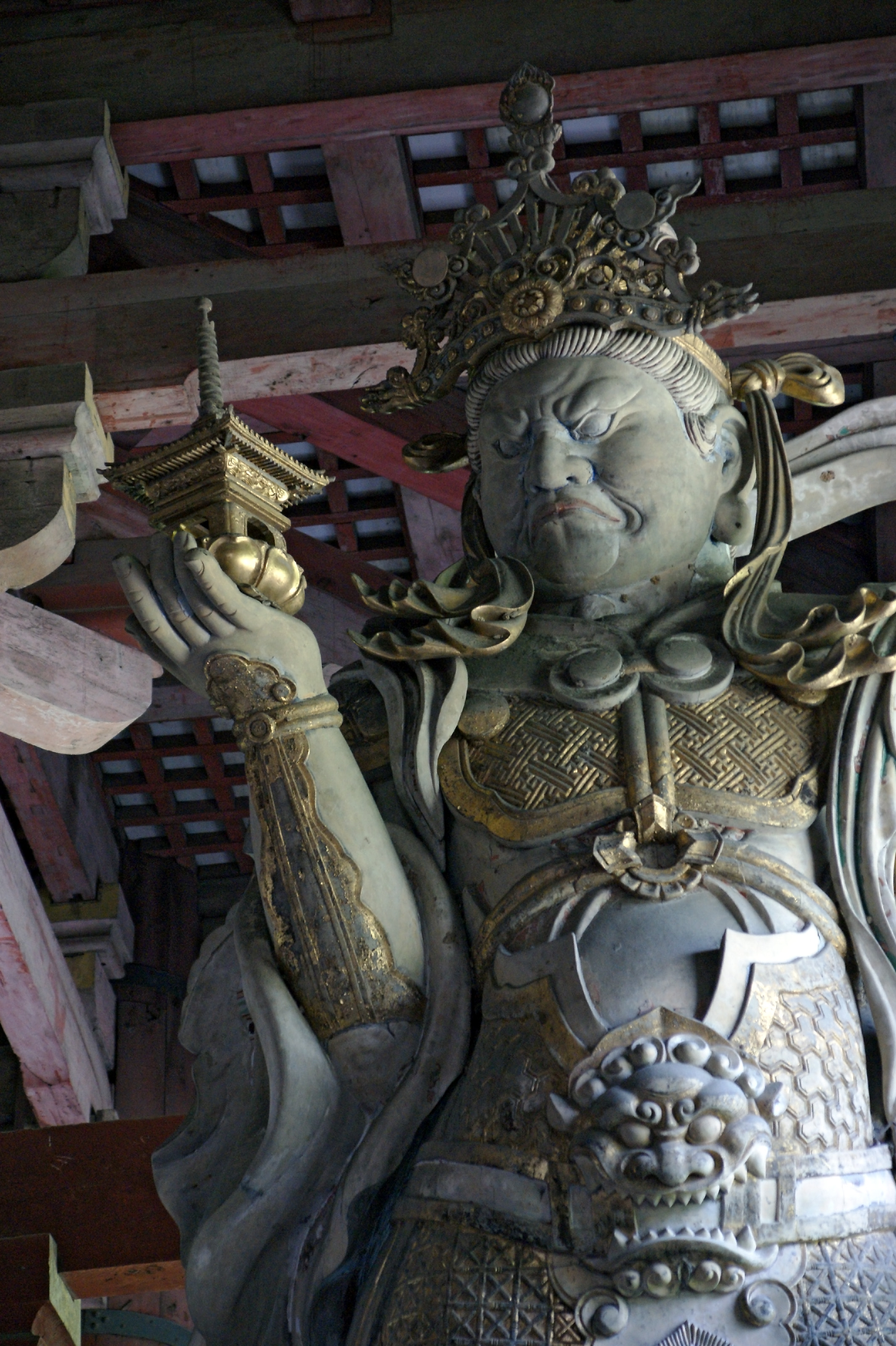
Вайшравана — один з 4 небесних королів, лідер небесної четвірки (8 століття, Тодайдзі, Нара, Японія).

Чотири небесні королі — чотири божества-охоронця буддизму, які стоять на строжі світобудови і чотирьох сторін світу.

## Короткі відомості
Згідно з буддистською космологією 4 небесні королі мешкають у Небі Чотирьох королів, на схилах небесної гори Сумеру у Світі чуттєвого. Це Небо є найнижчим з усіх Небес цього Світу, де проживають боги дева.
Королям підпорядковуються істоти з нижчих світів, так звані представники 8 небесних демонів: ельфи гандхарви, трупоїди пішачі, карлики кумбханди, ненажери прети, змії наги, прокаженні путани, лісовики якші, людоїди ракшаси. Кожен король керує певним видом демонів і формує з них військо. Вони захищають чотири континенти, розташовані по чотирьох сторонах світу.
Самі 4 королі є підлеглими верховного божества Світу Чутливого — Шакри, володаря усіх богів девів. Він мешкає на вищому Небі тридцяти трьох богів За його наказом 8-го, 14-го і 15-го дня кожного місця ці королі спускаються зі свого Неба на Землю або відсилають посланців, щоб перевірити стан моралі і гідності серед людей. Згодом вони доповідають про побачене. Також, за повелінням Шакри 4 королі виставляють війська для захисту Небес і гори Сумеру від антибогів асурів, демонічних небесних вигнанців, які прагнуть повернути собі владу на Небесах.
У багатьох сутрах згадується, що 4 небесні королі дали обітницю охороняти будд та дхарму від зла і небезпеки. Їхній ріст складає пів йоджани, а тривалість життя — 500 років. При цьому одна доба життя небесного короля дорівнює 50 рокам життя людини.
Імена, атрибути і війська слуг чотирьох небесних королів наведено в таблиці:
| Ім'я               | Значення      | Сторона | Континент    | Колір     | Атрибут     | Слуги                             |
| ------------------ | ------------- | ------- | ------------ | --------- | ----------- | --------------------------------- |
| Вайшравана 多聞天  | «Всечуючий»   | Північ  | Уттаракуру   | Чорний    | Спис-палиця | Лісовики якші, Людоїди ракшаси    |
| Вірудгака 増長天   | «Виростаючий» | Південь | Джамудвіпа   | Блакитний | Спис-тризуб | Карлики кумбханди, Ненажери прети |
| Дхртараштра 持国天 | «Землевладар» | Схід    | Пурвавідеха  | Білий     | Меч         | Ельфи гандхарви, Трупоїди пішачі  |
| Вірупакша 広目天   | «Широкоокий»  | Захід   | Апарагоданія | Червоний  | Пензель     | Змії наги, Прокажені путани       |

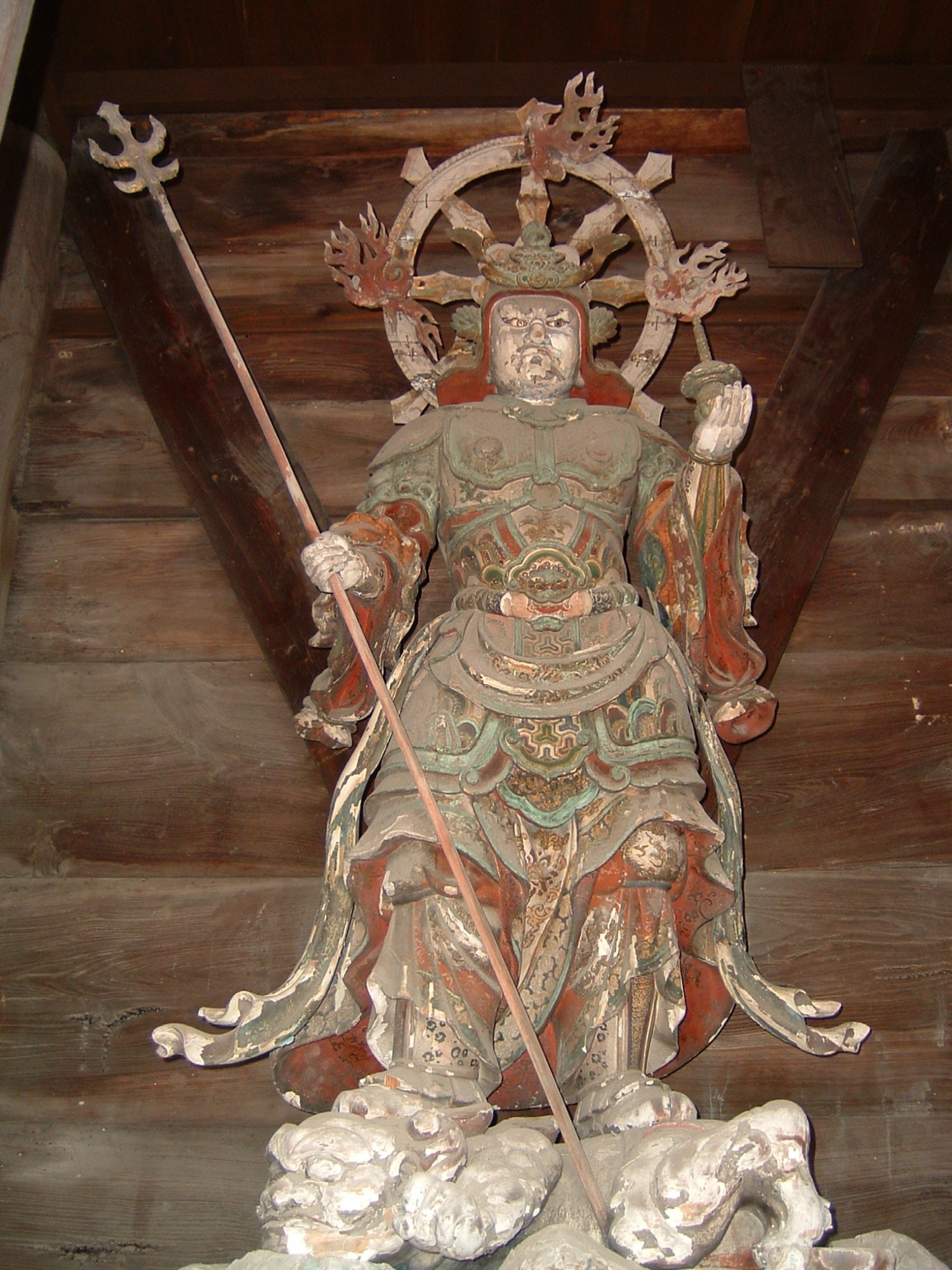
Вайшравана
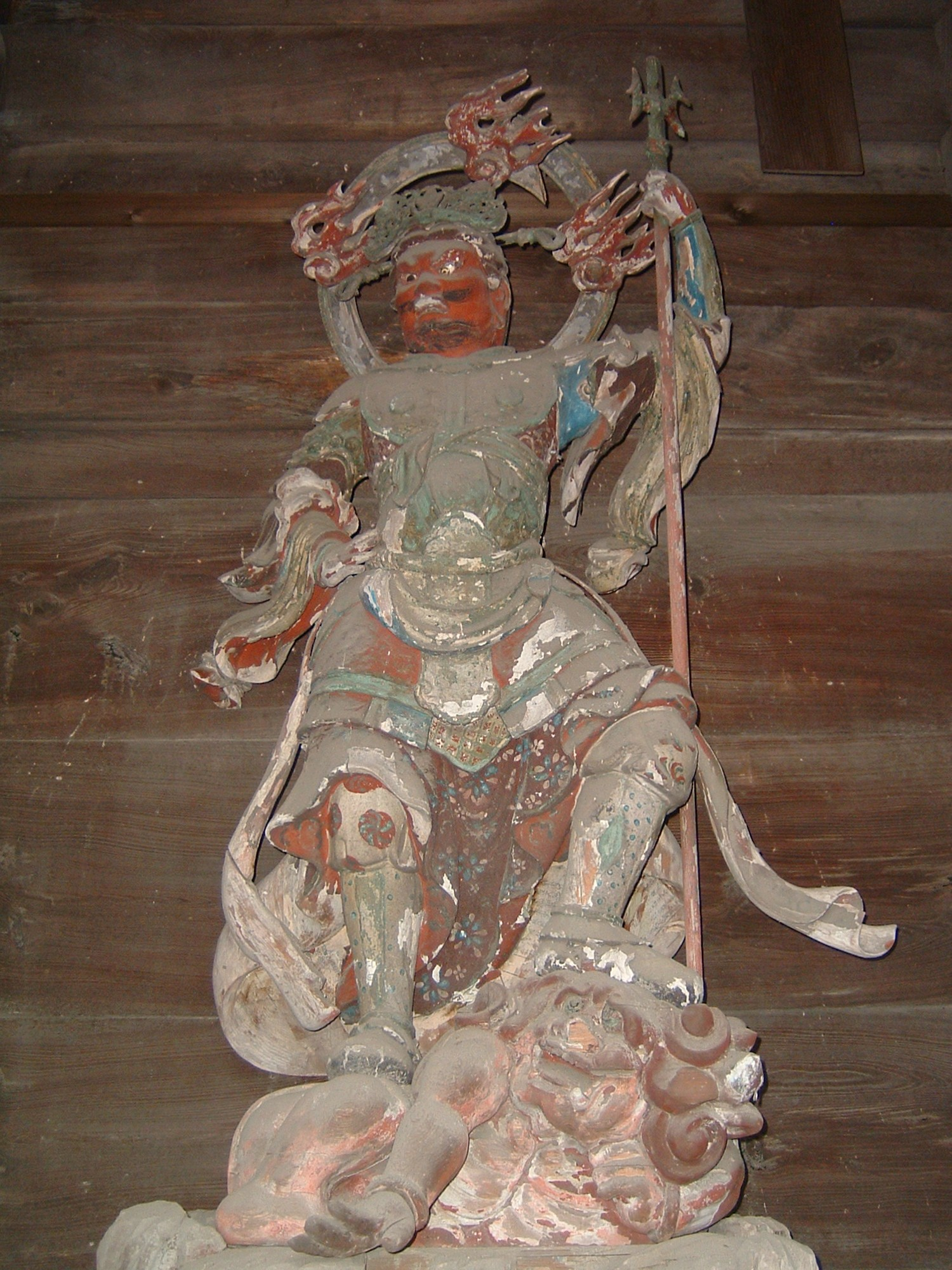
Вірудхака
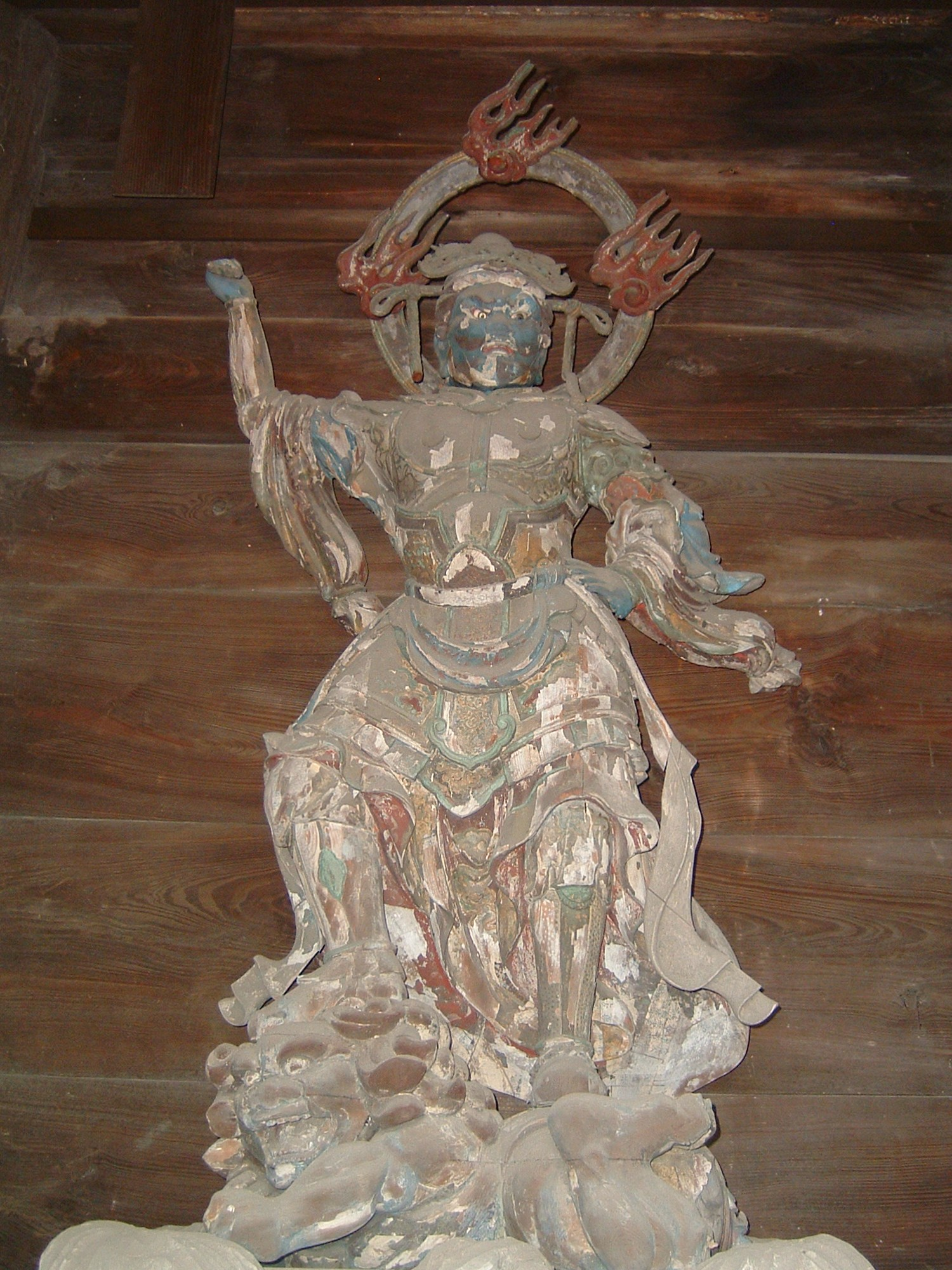
Дхртараштра
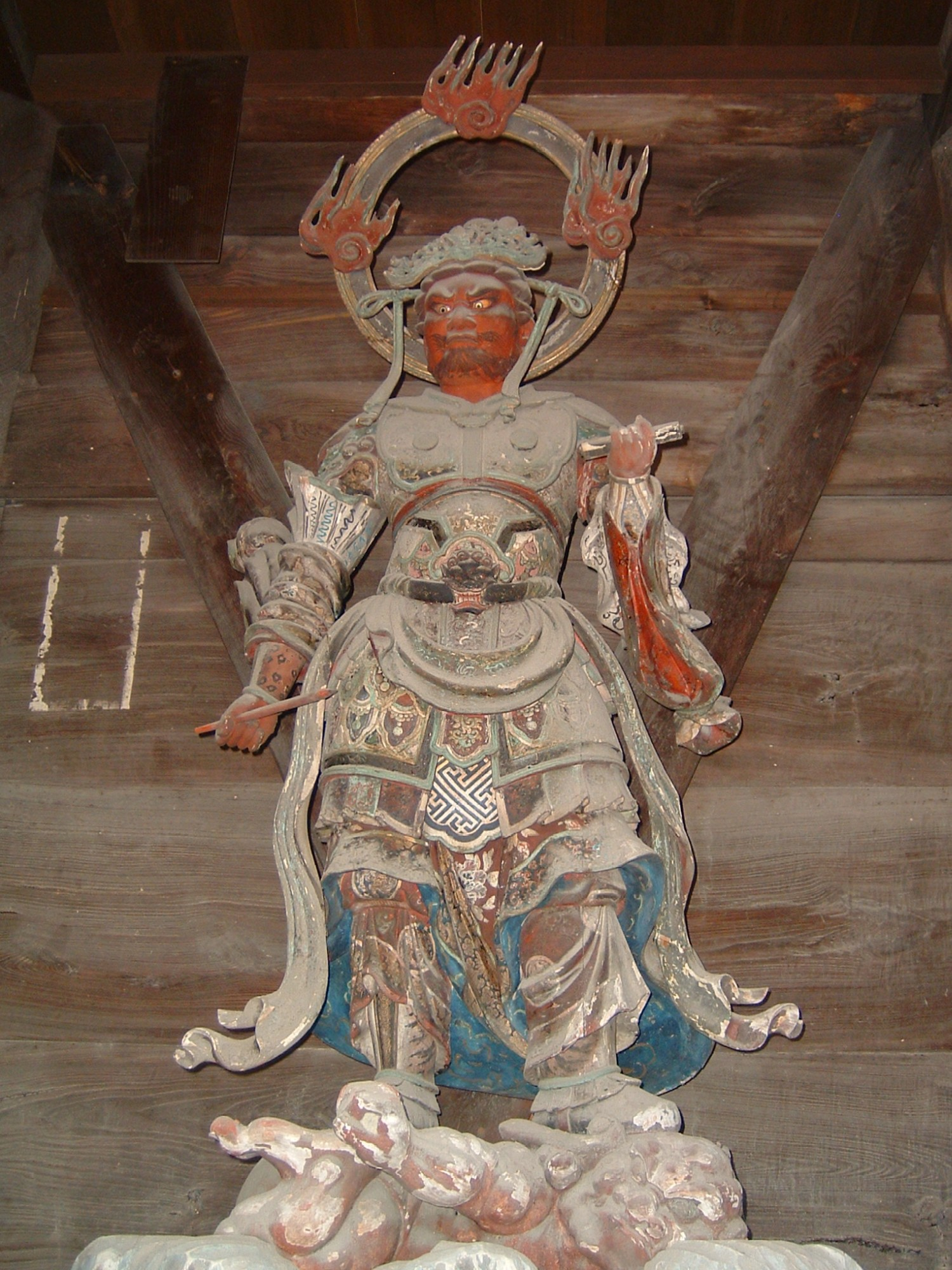
Вірупакша

Чотири небесні королі — популярний образ буддистської іконографії. Їхні статуї оберігають ворота монастирів і храмів у Східній і Південно-Східній Азії, а також служать домашніми оберегами. У Японії цим королям присвячено монастир Шітенно в Осаці, збудований напівлегендарним принцом Шьотоку.
У японській мові вираз «чотири небесні королі» є збірною назвою для позначення четвірки видатних осіб: полководців, політиків, художників тощо.